# 鶴瓶&なるみのほんまか
『鶴瓶&なるみのほんまか』（つるべ・なるみのほんまか）は、2003年10月5日から2004年3月28日まで関西テレビで毎週日曜12:00 - 13:00に放送されていたバラエティ番組である。
視聴者から寄せられた素朴な疑問や「以前他のテレビ番組で見たシーンをもう一度見てみたい」という願いを叶えるため、若手芸人がロケに出て解決してくるという内容の番組であった。

## 出演者
- 笑福亭鶴瓶
- なるみ
- 極楽とんぼ（加藤浩次・山本圭壱）
- ラサール石井（コント赤信号） - 途中でレギュラーに加わった。
- その他、準レギュラーとして若手芸人多数